# Henk Kruys
Henk Kruys (16 de diciembre de 1949) es un deportista neerlandés que compitió en judo. Ganó una medalla de bronce en el Campeonato Europeo de Judo de 1971 en la categoría abierta.

## Palmarés internacional
| Campeonato Europeo | Campeonato Europeo  | Campeonato Europeo | Campeonato Europeo |
| Año                | Lugar               | Medalla            | Categoría          |
| ------------------ | ------------------- | ------------------ | ------------------ |
| 1971               | Gotemburgo (Suecia) | Medalla de bronce  | Abierta            |